# 毛泽东塑像

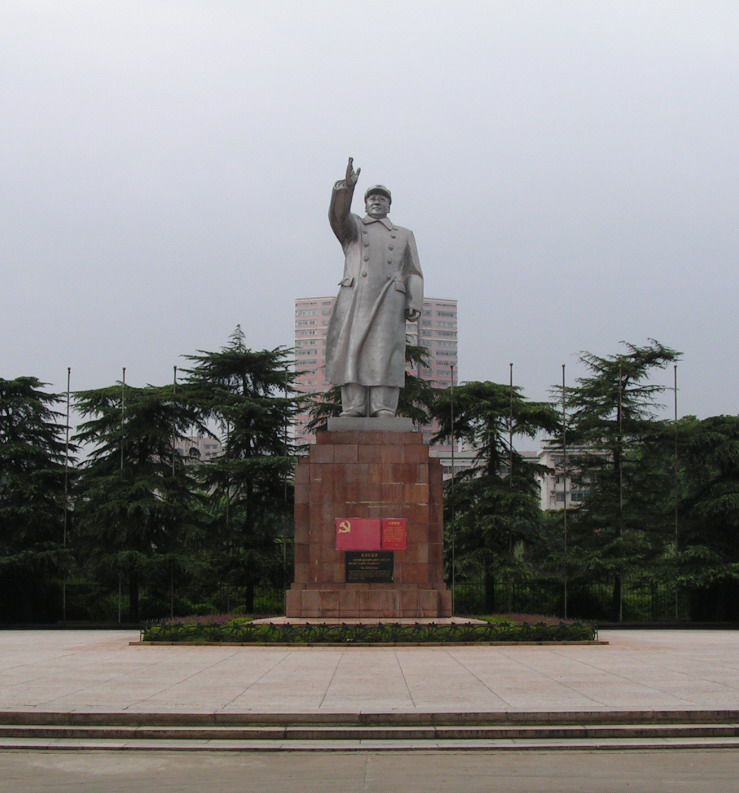
长沙清水塘的毛泽东塑像

毛主席塑像，或称毛泽东塑像，是“文化大革命”时期在中国大陆普遍兴建的以時任中共中央主席毛泽东全身像为标准的塑像，文革时期的雕像是对毛泽东个人崇拜的代表产物，毛泽东认为：“过去这几年有必要搞点个人崇拜。现在没有必要，要降温了。”“那个时候的党权、宣传工作的权、各个省的党权、各个地方的权，比如北京市委的权，我也管不了了。所以那个时候我说无所谓个人崇拜，倒是需要一点个人崇拜。现在就不同了，崇拜得过分了，搞许多形式主义”（1970年同美国记者埃德加·斯诺的谈话）。到文革以后，大部份的塑像被陆续拆除，也有時有新建塑像竖立。改革开放之后的雕像政治意味淡去，多为旅游景点、纪念品或缅怀物品。

## 歷史與發展
塑像之最大像身的高度定为7.1米，象征着中国共产党七一建党日；底座高度需为5.16米，纪念1966年5月16日發動政治運動，當天中共中央政治局扩大会议在北京通过了毛泽东主持起草的指导“文化大革命”的纲领性文件《中国共产党中央委员会通知》（即“五·一六通知”）；总高度合計正好是12.26米，因為象征着毛泽东的生日（12月26日）。
红卫兵在清华大学建起的最早塑像早于韶山，并没有采用这个普遍规模，後來也已拆除。目前这个规模是参照韶山的毛泽东塑像做出最終決議的。均为站像，姿势分挥右手和背手两种。细分又有戴军帽和不戴帽，穿军大衣和风衣的不同。

### 第一座毛主席塑像
第一座毛主席塑像是在清华大学“造反”的学生和教工——红卫兵造反派的要求下由当政的“革委会”在清华大学建造的。1966年6月24日，红卫兵以“破四旧”为由拆除了被他们称为“封资修”的清华大学的象征建筑物——二校门。二校门拆除后，清华大学建筑系教师程国英提出，在拆除后的空地上建立一座毛主席塑像，被学校革命委员会采纳。1967年5月31日，“红卫兵新师大师”决定，在校园内塑造毛泽东主席的大型塑像，并称为“九·一五工程”。 1967年9月15日，毛泽东主席塑像落成。1987年8月29日，塑像被校方拆除，原址重建二校门。
塑像为毛泽东穿军大衣挥手的全身像，包括底座总高度为8米。底座正面曾镌刻着林彪为此塑像落成题写的“四个伟大”的题词。设计单位是以清华大学建筑系美术教研组人员为主成立的筹备组，主要有张松鹤、宋泊、郭德菴等人。塑像为整体浇筑。为了使塑像更加坚固，塑像被筑成实心并加入了数倍于普通塑像的钢筋。
几乎在同时，毛泽东的老家湘潭韶山也建起了一尊毛泽东塑像。当年韶山火车站正在修建，建造者想在车站对面的山上立一座主席雕像，让参观韶山的游客下车一抬头就能望见“毛主席”。塑像为中央美术学院雕塑系毕业的陈德宏设计，并结合他人意见决定以毛泽东青年时代穿长衫的形象来建造，并采用总高12.26米的规模。有趣的是当地农民希望能把塑像修在一座房子里，因为他们不愿意见到“毛主席”淋雨晒太阳。

### 全国风潮
在清华大学的造反派立像以后，全国开始了兴建毛泽东塑像的风潮。清华的雕像组把制作过程制成资料，让各地前来的单位和个人索取。大部分城市、大部分大学都在广场上修建了塑像。甚至很多村庄都树立了稍小型的塑像。这是对资源的很大浪费，而且很大程度上提升了对毛泽东的个人崇拜。
1967年7月13日，中共中央印发《关于建造毛主席塑像问题的指示》。 这个指示除了要求各地由中央统一规划建造毛泽东塑像外，还提到：“各地编印了一些毛主席没有公开发表过的讲话材料，甚至将别人的讲话、诗词也夾帶进去了。中央重申：毛主席没有公开发表过的讲话、文章、文件、诗词，未经毛主席和中央批准，一律不得编印，不得出版发行。

## 來自毛泽东本人的批判
1967年7月1日，解放军总参谋部、总政治部发出了有关林彪指示《关于建造毛泽东大型全身塑像的通知》。该通知说：“建造大型的毛主席全身塑像，已经成为广大群众的自觉要求。我们部队也应当这样搞。”“凡有代表性的大军事机关，其驻地有大院、有广场的地方”，“都可以搞”。要求各总部、各军兵种、各大军区应立即按林彪的指示执行。7月10日，林彪将《关于建造毛泽东大型全身塑像的通知》转送毛泽东审阅。毛泽东于7月12日作了如下批示：“退林彪同志。此件不发。中央已有指示。”毛泽东曾对警卫战士抱怨说：“你们到处挂像……有的还在大门口塑个像……你们在门口站岗，让我陪着你们站岗。你们两个小时一换回去了，我却仍站在那里没人换，倒成了我为你们站岗了……”毛泽东看到中共中央办公厅送来的《文化大革命信访简报》第280期上刊登的《全国各地群众正在积极塑造毛主席巨像》简报后，写下批语：“林彪、恩来及文革小组各同志：此类事劳民伤财，无益有害，如不制止，势必会刮起一阵浮夸风。请在政治局常委扩大会上讨论一次，发出指示，加以制止。”然而塑像还是开始了全国性的建造。

## “文化大革命”结束后

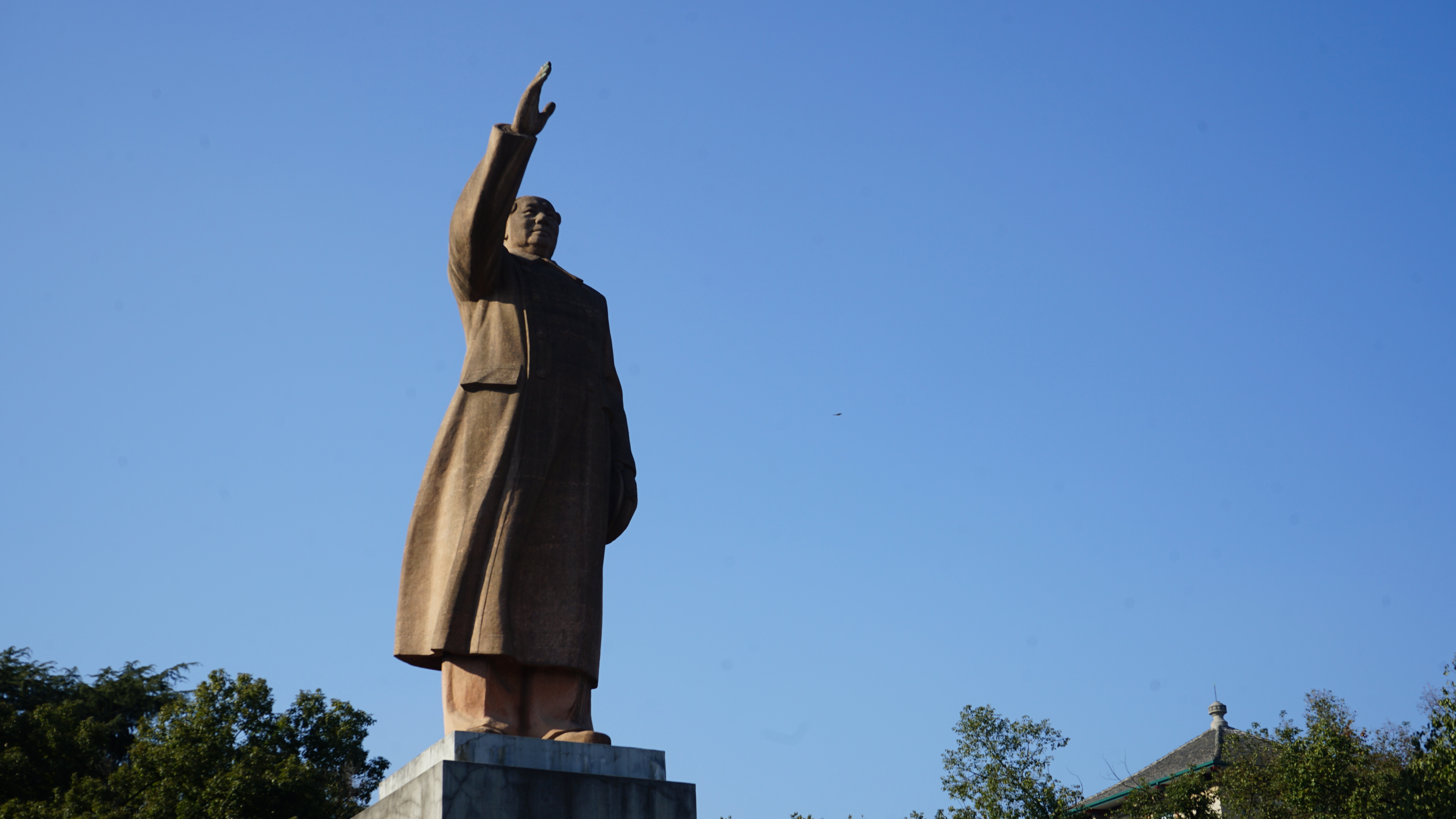
浙江大学玉泉校区的毛泽东雕像

### 學校方面
1977年“文化大革命”结束，开始了拨乱反正时期，对毛泽东的大规模个人崇拜活动也宣告停止。除了部分场所保留以外，各地陆续拆除毛泽东塑像。由于清华大学的塑像为第一尊，所以引人关注。但当时大部分清华校友及师生要求拆除毛泽东塑像重建二校门。校方于1987年8月26日順應民意，不過先在主楼大厅北墙上镶嵌了毛泽东青铜浮雕头像，之后在8月29日拆除毛泽东塑像，开始重建具有历史象征的二校门。
现在保存毛泽东塑像的校园有：中国地质大学（北京）、北京科技大学（1967年立）、中国农业大学东校区、北京体育大学、北京邮电大学、北京交通大学、北京化工大学、华东理工大学、华东师范大学、同济大学、复旦大学、上海理工大学、国防科学技术大学、湖南大学、华中科技大学、浙江大学（1969年12月26日立）、山东师范大学、西南师范大学、山西大学、大连理工大学、河南师范大学、安徽医科大学、四川大学、贵州师范大学、贵州大学等。
北京市学院路的北京科技大学和中国地质大学（北京）的毛泽东塑像互相正对，两者皆为背手像，相距仅270米。两者的差异在于塑像头部的朝向不一样，地大的塑像头部偏右一点，北科大的塑像头部偏左一点，由于两尊塑像相对而立，所以头部偏向都是朝南，以获得更好的日照效果。

### 城市方面

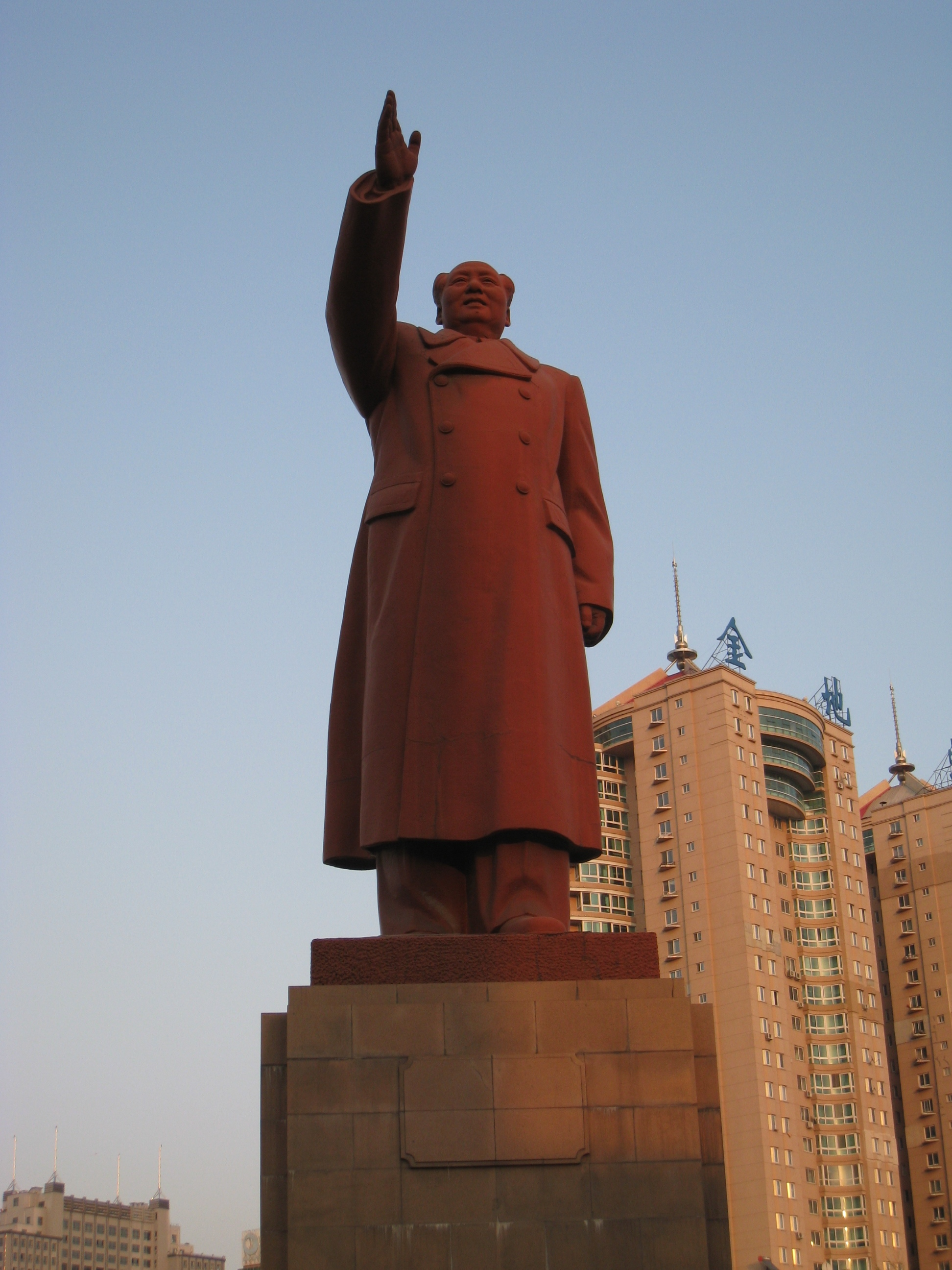
辽宁省丹东火车站前的毛泽东塑像

现在雖然不算常見，但依然能在很多城市看到毛泽东塑像。比较有名的毛泽东塑像位于：北京市毛主席纪念堂、济南市英雄山赤霞广场、长沙市湖南大学东方红广场等。
北京市毛主席纪念堂：首都的毛泽东比較特別，屬於坐像，用汉白玉雕成，高3.45米。坐像后为长23.74米、宽6.6米用绒绣制成的《祖国大地》壁画。
南京市栖霞区十月村毛泽东塑像：1956年1月11日，毛泽东曾经视察过十月高级农业生产合作社。十月村毛泽东塑像于1967年修建。1983年塑像被列为栖霞区文物保护单位。2006年6月列入南京市文物保护单位，这也是文革期间的遗址中第一个被列为市级以上文物保护单位的文物。
沈阳市中山广场毛主席塑像：属于群像，比较成功的创作。四周有表现新民主主义和社会主义阶段的两组群雕，由鲁迅美术学院雕塑系设计。
长沙市东方红广场毛泽东塑像：塑像建立在岳麓山下，广场为上山正门必经之路。塑像后有《沁园春·长沙》的诗词墙。（塑像底座基石背面刻有“湖南大学全体革命师生敬立，1967年12月26日”字样，毛泽东逝世后，基石正面原有“四个伟大”的题词改为“伟大的领袖与导师毛泽东主席永垂不朽，1976年9月9日”等字样）。
辽宁省丹东火车站前的毛泽东塑像：1970年設立，在中朝邊境上作為中朝關係的寫照，紅銅色的外觀與金日成金正日像相映成趣，但並不像朝鮮是對著建築物正面，而是歪斜擺放，其實是面朝北京的設計。
其他重要的塑像还有成都市中心天府广场毛主席塑像，石家庄人民广场毛主席塑像、丽江市红太阳广场毛主席塑像、上海市嘉定毛主席塑像、贵阳市筑城广场毛主席塑像等。
毛主席石雕塑像必須不大於12.26米，故目前中国最大最高的標準像，位于西藏贡嘎县长沙广场，它包括基座在内高正好12.26米、重35吨，雕像净高7.1米。
海拔最高的毛主席像位于珠穆朗玛峰北坡，为中国人首次登顶珠穆朗玛峰时放置的高20厘米毛主席半身石膏像，但是1963年美国队登顶时已经不存。

## 21世纪后的雕像复兴
与斯大林主义符号，建筑在俄罗斯的复兴相似，一批风格各异大小也不在拘泥於標準的新建毛泽东雕像在20世界90年代和二十一世纪后涌现。这一雕像复兴，最早集中出现在毛泽东的家乡湖南。随着中国的经济崛起，和中國民族主義份子的推廣，则在全国各地，以及一些如法国，英国和美国等地以私人或地方资金的模式修建。官方雖然確定不再建設，但民間自籌也需要報批才能建置，譬如河南开封市村民曾集资打造一座高36.6米的金色毛泽东坐像，惟在正式揭幕前又被政府拆除，而且建與不建這行為也常常時有爭議。

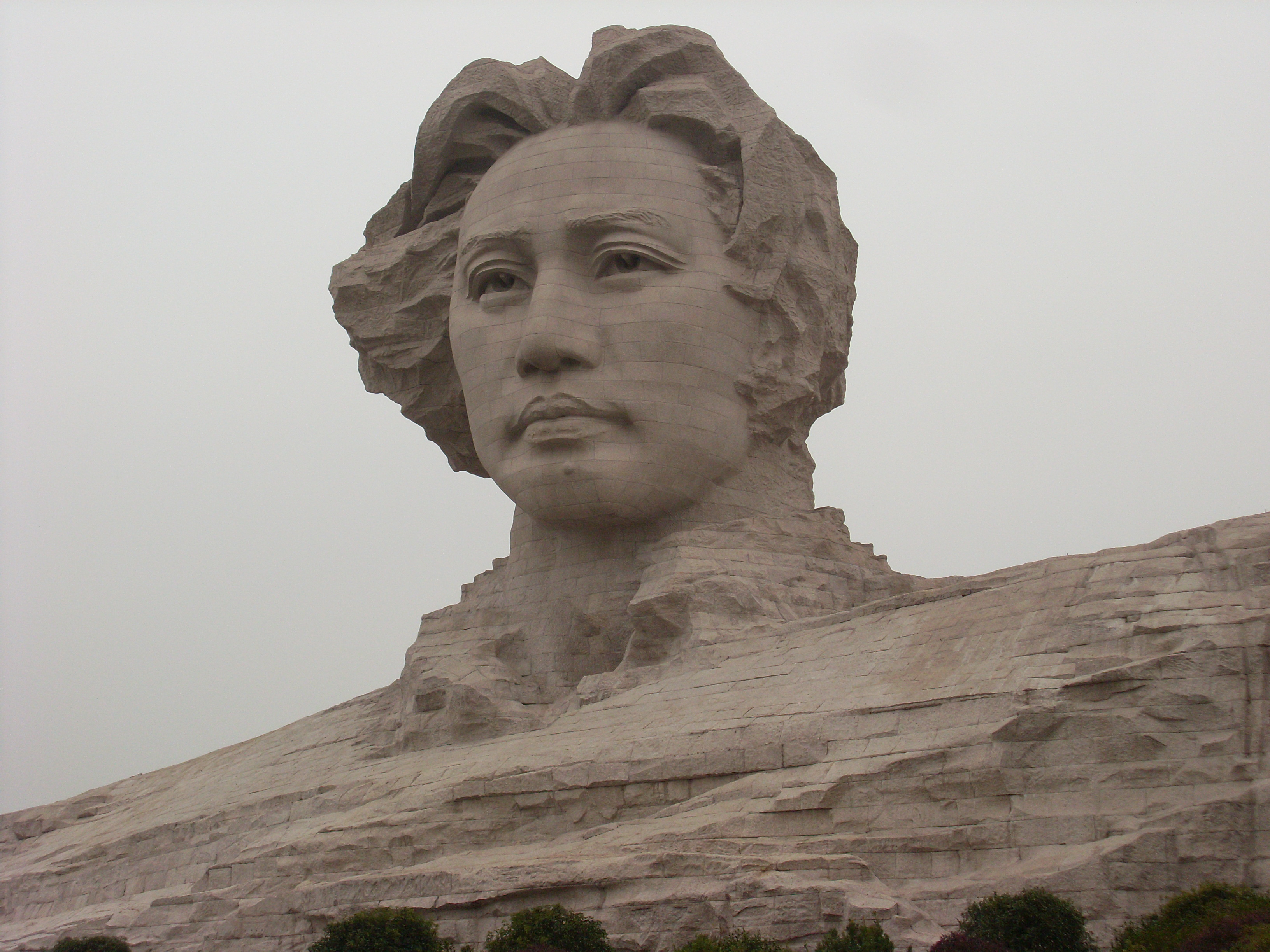
新一代雕像就不限於標準，圖片是毛澤東青年像。

1993年，毛泽东一百周年诞辰，毛泽东开国大典铜像在韶山建成。
2003年12月25日，毛泽东接见库尔班·吐鲁木铜像在新疆和田市团结广场落成。
2006年，长沙车站北路与三一大道交汇处东南角一座建成于1967年的毛主席雕像由某企业赞助镀上了24K真金。该雕像亦成为长沙市不可移动文物。
2008年9月10日，毛泽东铜像在湘潭大学建校五十周年时揭幕。
2008年，全中国最高毛泽东塑像在重庆医科大学大学城校区竣工，为不锈钢塑像高20.6米，连底座在内37.4米，重46吨。
2009年12月26日，毛泽东青年艺术雕塑在长沙橘子洲揭幕。
2012年7月24日，法国南部城市蒙彼利埃“20世纪广场”增加5尊20世纪历史人物塑像，其中之一是毛泽东塑像。

## 收藏
文革时期在很多民众家中也摆放毛主席的小型塑像，质地多为黄铜或者瓷质，也有纯银、纯金的。当代小型塑像分为文革时期制作与当代仿制两种，作为纪念品在与毛泽东相关的纪念地销售。文革时期的毛泽东瓷器塑像具有较高的收藏价值。